# Chlum u Třeboně
Chlum u Třeboně é uma comuna checa localizada na região da Boêmia do Sul, distrito de Jindřichův Hradec.